# Établissement correctionnel de Green Haven
Green Haven Correctional Facility
L'établissement correctionnel de Green Haven (en anglais : Green Haven Correctional Facility) est une prison américaine de haute sécurité pour hommes, située dans le hameau de  Stormville sur le territoire de la ville de East Fishkill, dans le comté de Dutchess et dans l'État de New York. 
L'établissement est géré par le département de l'administration pénitentiaire et de la surveillance communautaire de l'État de New York (en).

## Histoire
L’établissement, qui était à l'origine une prison fédérale, accueille des détenus à sécurité maximale[réf. nécessaire].
L'établissement abrite la chambre d'exécution de l’État de New York à l'époque où il avait brièvement appliqué la peine de mort (mais ne l'avait jamais utilisée) dans l'ère post-Furman,
Dans ce cadre, au début des années 1970, la chaise électrique de New York, baptisée « Old Sparky », est ainsi déplacée à Green Haven depuis l'établissement correctionnel de Sing Sing.

## Description
L'établissement est situé 594 Rt. 216 (en) dans le hameau de Stormville sur le territoire de la ville de East Fishkill.
L'établissement a une capacité de 2068 place et accueillait 1600 détenus surveillés par 823 surveillants 31 juillet 2021. Il est constitué de 91 bâtiments dont 13 bâtiments de détention exclusivement constitués de cellules individuelles.

## Actions de réinsertion
Les détenus de l'établissement peuvent obtenir des emplois via les dispositifs de travail pénitentiaire gérées par le NYSDOCCS (en). Les emplois qu'ils peuvent recevoir sont de travailler dans un atelier de rembourrage ainsi que dans la fabrication de meubles[réf. nécessaire]. 
Les détenus incarcérés dans cet établissement peuvent également recevoir une formation professionnelle telle que la coiffure, l'entretien des bâtiments, l'information et la technologie informatiques, l'opérateur informatique, la réparation d'ordinateurs, l'entretien de garde, l'électricité, la peinture et la décoration, l'impression et enfin la réparation de petits moteurs[réf. nécessaire].
Les détenus recevront également des conseils ainsi qu'un traitement contre la toxicomanie et l'alcoolisme[réf. nécessaire].
L'établissement a géré un programme de préparation par les détenus d'aliments chauds casher ; mais le programme cesse à partir de 2020. Ce programme a eu cependant pour effet que l'établissement accueille un nombre important de détenus de confession juive.
La Faculté de droit de Yale y gère également le Green Haven Prison Project, une série de séminaires entre étudiants en droit de Yale et détenus de l'établissement sur des questions de droit et de politique concernant les prisons et le droit pénal,.
Le projet Alternatives à la violence (Alternatives to Violence Project) est conçu en 1975 dans l'établissement sous la forme d'atelier[réf. nécessaire].
La Bard Prison Initiative, qui vise à réduire les taux de récidive et à offrir aux prisonniers une éducation et un tutorat universitaires, opère dans plusieurs prisons, dont Green Haven[réf. nécessaire].

## Détenus notables
- Andre Rand, considéré comme le fou notoire "Cropsy" à Staten Island, il a été reconnu coupable de l'enlèvement de Jennifer Schweiger, 12 ans, en 1987 et de l'enlèvement de Holly Ann Hughes (un cold case datant de 23 ans) en 2004.
- Charles Luciano, connu sous le nom de Lucky Luciano, a fondé la Cosa Nostra moderne. Il y passa une brève période en 1936 avant sa déportation vers l'Italie.
- Arthur Shawcross, un tueur en série américain qui a servi 15 ans à Green Haven de 1972 à 1987.
- Ronald DeFeo Jr., jugé et reconnu coupable du meurtre de ses parents et de ses quatre frères et sœurs à leur domicile à Amityville, New York. L'affaire a inspiré le roman de Jay Anson, The Amityville Horror.
- James McBratney, un braqueur de banque reconnu coupable de l'enlèvement d'Emanuel Gambino, le fils de Thomas Gambino et le neveu du patriarche de la famille Gambino, Carlo Gambino ; il est assassiné par John Gotti, Angelo Ruggiero et Ralph Galione lors d'une exécution très médiatisée.
- Robert Golub, condamné pour le meurtre de Kelly Anne Tinyes, 13 ans, qui vivait à cinq portes de chez lui. Elle a été tuée à l'intérieur de sa maison à Valley Stream, le 3 mars 1989. Le 3 mars 2009, ce dossier a été rouvert.
- John Giuca, dont le procès a fait l'objet d'une intense attention médiatique à la suite de l'opération d'infiltration de sa mère pour dénoncer l'inconduite d'un juré.
- John Gotti, (27 octobre 1940 - 10 juin 2002), gangster américain devenu le patron de la famille criminelle Gambino à New York[10]. Gotti et ses frères ont grandi dans la pauvreté et se sont tournés vers une vie de crime dès leur plus jeune âge. Opérant à partir du quartier Ozone Park de Queens, Gotti a rapidement pris de l'importance, devenant l'un des plus gros revenus de la famille du crime et un protégé de la famille Gambino sous le patron Aniello Dellacroce.
- Nicky Barnes est un ancien baron de la drogue et chef du crime américain.
- Joey Gallo (7 avril 1929 - 7 avril 1972), également connu sous le nom de "Crazy Joe" et "Joe the Blond", était un célèbre gangster new-yorkais de la famille Profaci, plus tard connue sous le nom de famille Colombo. Gallo est à l’origine de l'une des guerres des gangs les plus sanglantes depuis la guerre de Castellammarese de 1931. Il est assassiné à la suite de celle-ci.
- Daniel Genis, journaliste et écrivain, a passé trois ans à Green Haven et écrit souvent à ce sujet[11].
- Voleur de Willie Sutton Bank qui s'est évadé de cette prison dans les années 1940.
- Mark David Chapman - l'homme qui a assassiné John Lennon en 1980. Chapman a été transféré depuis l'établissement correctionnel de Wende à Green Haven en 2022[réf. nécessaire].

## La prison dans l'art et la culture
Les détenus et le personnel de l'établissement ont été le sujet de l'épisode A Class Divided de l'émission de télévision américaine Frontline diffusée sur le réseau PBS.
Il est également fait référence à l'établissement dans le film L'Impasse réalisé par Brian De Palma et sorti en 1993[réf. nécessaire]. Il est également le décor de l'épisode 14 de la saison 17 de la  série télévisée américaine New York, unité spéciale intitulé Donner pour reprendre (titre original : Nationwide Manhunt), l'épisode présentant notamment une évasion ayant eu lieu dans l'établissement..